# Royaume de Limerick

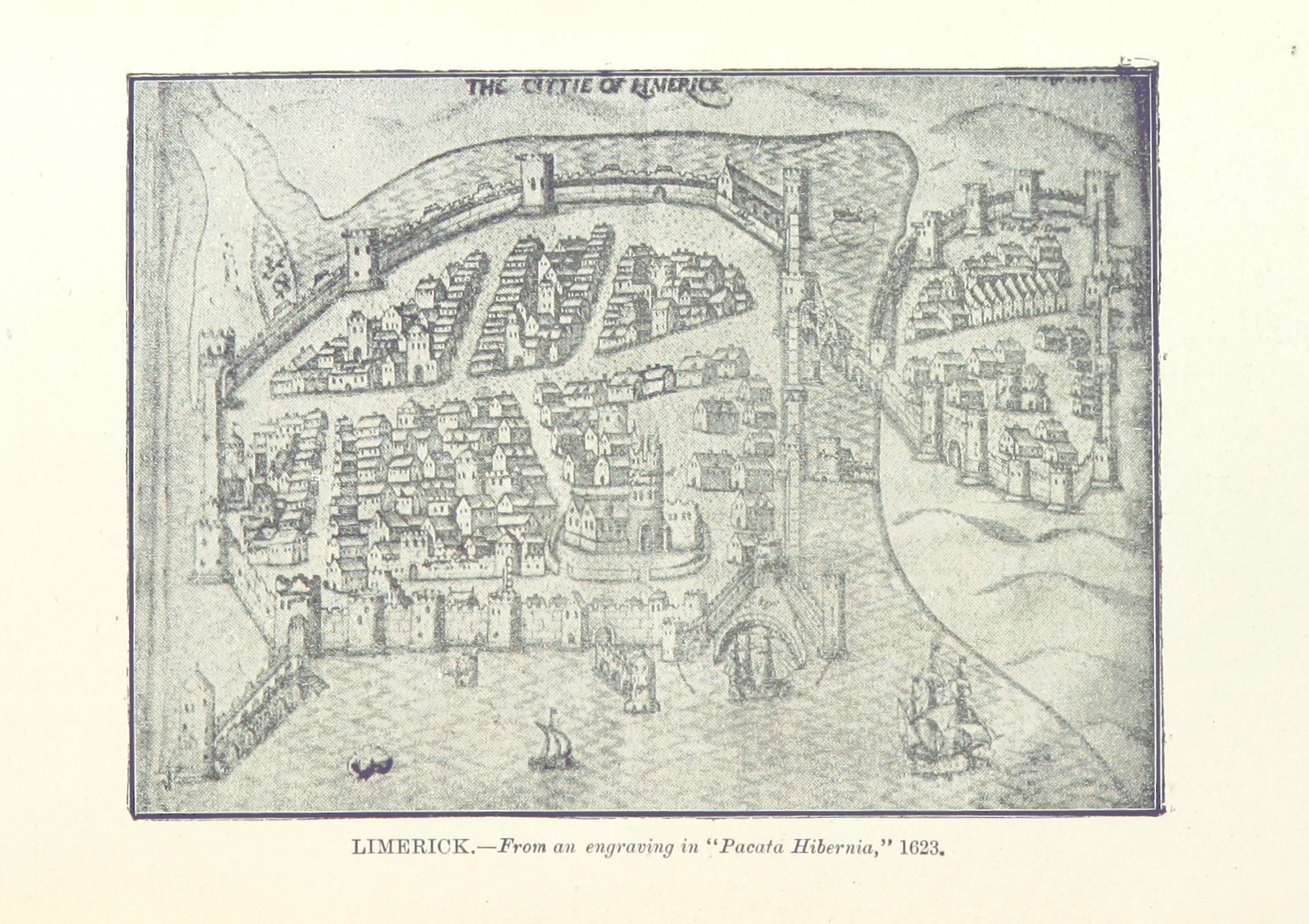
Plan de Limerick, d'après une gravure du Pacata Hibernia en 1623

Limerick fut la capitale d'un royaume viking en Irlande au Xe siècle.

## Histoire
La première mention de la présence des  vikings à Limerick est relevée par les Annales d'Ulster en en 845, ensuite  on trouve des témoignages intermittents de leur présence au IXe siècle. 
Leur établissement permanent sur le site de la moderne cité de Limerick commence en 922. Cette année là un Jarl Viking nommé Tomrair mac Ailchi (vieux norrois: Thórir Helgason)  part de Limerick avec une flotte pour effectuer une expédition le long du  Shannon, à partir du  Lough Derg jusqu'au  Lough Ree, afin de piller les établissements ecclésiastiques. Deux ans plus tard les vikings de  Dublin conduit par Gofraid ua Ímair attaquent Limerick, mais en sont chassés. un nouveau souverain Colla mac Báirid y gouverne jusqu'à sa mort en 932.
Le conflit entre  Dublin et Limerick se poursuit jusqu'en 937 quand les hommes de Dublin désormais conduits par le fils de Gofraid Amlaíb, capturent le roi de  Limerick Amlaíb Cenncairech et détruisent sa flotte. Ensuite aucune bataille n'est mentionné et l'interprétation traditionnelle de ce fait est que  Amlaíb mac Gofraid a vassalisé son homonyme Amlaíb de Limerick pour que ce dernier le soutienne dans le conflit qui l'opposait au roi  Athelstan, et qui allait se dénouer lors de la fameuse  Bataille de Brunanburh. Les décennies  920 et 930 sont considérées comme l'apogée du pouvoir des scandinaves en Irlande et Limerick où Aralt mac Sitric a succédé  à Amlaíb Cenncairech  peut seule rivaliser avec Dublin à cette époque.
Le dernier roi scandinave de  Limerick est Ivarr de Limerick,  qui apparaît comme le principal ennemi de  Mathgamain mac Cennétig et du jeune frère de ce dernier le célèbre Brian Boru dans le Cogad Gáedel re Gallaib.Il;est défait avec ses alliés irlandais  par les Dál gCais, et après le son meurtre et ceux de ses fils Dubcenn et Olafr par Brian en 977 la ville est annexée et devient la nouvelle capitale de son royaume. Les  Gall Gàidheal ne retrouveront jamais leur pouvoir et se trouvent réduits à la condition d'un clan local mineur; cependant ils joueront encore un rôle pivot dans les conflits de pouvoir des siècles suivants. De toute évidence, Limerick devait avoir une grande importance, comme en témoigne le fait que la cité était un objet de litige entre chefs voisins et étrangers qui brûlaient et pillaient les lieux.  Cependant les Hommes du Nord représentent toujours une force politique non négligeable car ils obtinrent qu'une succession de quatre évêques « danois » successifs soient consacrés par l'archevêque de Canterbury sans que le siège archiépiscopal de Cashel soit consulté.

### Liste des souverains
- Tomrair mac Ailchi (fl. en 922)
- Colla mac Báirid (mort en 932)
- Amlaíb Cenncairech (mort en 937)
- Aralt mac Sitric (mort en 940)
- Ivarr de Limerick (mort en 977)

## Sources
- (en) T.W Moody, F.X. Martin, F.J. Byrne A New History of Ireland IX Maps, Genealogies, Lists. A companion to Irish History part II . Oxford University Press réédition 2011  (ISBN 9780199593064).
- (en) Clare Downham Vikings Kings of Britain and Ireland : The Dynasty of Ivarr to A.D. 1014 Dunedin Academic Press Edinburgh 2007  (ISBN 9781906716066)  « Rivalry with Limerik » p. 35-42 & Figure 9  « The Royal Dynasty of Limerick » p. 55.
- (en) Donnchadh Ó Corráin, Ireland, Wales, Man and the Hebrides in Peter Sawyer (ed.), The Oxford Illustrated History of the Vikings, p. 83–109. Oxford: Oxford University Press, 1997.  (ISBN 0-19-285434-8)
- (en) John Ferrar, The History of Limerick, Limerick: A Watson & Co., 1787.